# Tất Thành Cang
Tất Thành Cang (sinh năm 1971) là cựu chính trị gia người Việt Nam. Ông từng là Ủy viên Ban Chấp hành Trung ương Đảng Cộng sản Việt Nam khóa XII, Phó Bí thư thường trực Thành ủy Thành phố Hồ Chí Minh, Phó Chủ tịch Ủy ban nhân dân Thành phố Hồ Chí Minh. Vào tháng 12/2018 ông bị cách chức, nguyên là Thành ủy viên, Phó Trưởng ban thường trực Ban Chỉ đạo công trình "Lịch sử TP.HCM", Đại biểu Hội đồng nhân dân Thành phố Hồ Chí Minh khóa IX do Ban Chấp hành Đảng bộ TPHCM quản lý.
Ngày 16/12/2020, Cơ quan Cảnh sát điều tra Công an TPHCM đã khởi tố bị can, bắt tạm giam ông Tất Thành Cang để điều tra về tội "Vi phạm quy định về quản lý, sử dụng tài sản Nhà nước gây thất thoát lãng phí".
Chiều 20/12/2020, Ban Tuyên giáo Thành ủy TPHCM đã có quyết định tạm đình chỉ 3 tháng chức vụ Phó ban biên soạn lịch sử đảng bộ TP.HCM đối với ông Tất Thành Cang để phục vụ công tác điều tra. Trước đó, Thường trực HĐND TP cũng đã có quyết định tạm đình chỉ tư cách đại biểu HĐND TPHCM nhiệm kỳ 2016-2021 đối với ông Tất Thành Cang, nguyên Phó Bí Thư Thường Trực Thành ủy.

## Thân thế
Tất Thành Cang sinh ngày 5 tháng 2 năm 1971, quê quán xã Long An, huyện Cần Giuộc, tỉnh Long An. Trước thời điểm bị bắt giam và thi hành án tù, ông cư ngụ tại số 142, đường Chợ Lớn, Phường 11, Quận 6, Thành phố Hồ Chí Minh.

## Giáo dục
Tháng 6 năm 1993 đến tháng 9 năm 1998, Tất Thành Cang học tại Trường Đại học Tổng hợp Thành phố Hồ Chí Minh.
Năm 1999 đến năm 2001, ông học tại Học viện Chính trị Quốc gia Hồ Chí Minh (tại Hà Nội).
Tất Thành Cang có học vị cử nhân chính trị và thạc sĩ luật.

## Sự nghiệp

### Quân đội nhân dân Việt Nam
Tháng 2 năm 1990, Tất Thành Cang đi bộ đội lần lượt qua các nhiệm vụ, chiến sĩ, Tiểu đội trưởng, Trung đội trưởng huấn luyện chiến sĩ mới tại D40 thuộc Lữ đoàn 477 - Quân khu 7. Sau đó, ông về làm Trung đội phó Vệ binh, C32 thuộc Sư đoàn 5 - Quân khu 7, cấp bậc Thượng sĩ.
Ngày 7 tháng 9 năm 1991, Tất Thành Cang được kết nạp vào Đảng Cộng sản Việt Nam.

### Đoàn Thanh niên
Tháng 6 năm 1993 đến tháng 9 năm 1998, Tất Thành Cang theo học tại Trường Đại học Tổng hợp Thành phố Hồ Chí Minh. Trong thời gian học này, ông đảm nhiệm các chức vụ Chủ tịch Hội sinh viên Trường, Phó Chủ tịch Hội sinh viên Thành phố, Phó Bí thư Đoàn Trường Đại học Luật Thành phố Hồ Chí Minh, Phó Ban Đại học chuyên nghiệp Thành Đoàn.
Tháng 7 năm 2001 đến tháng 3 năm 2003, ông là Ủy viên Ban Thường vụ Thành Đoàn TP. Hồ Chí Minh, Chủ tịch Hội sinh viên Thành phố Hồ Chí Minh, Trưởng ban Đại học chuyên nghiệp.
Năm 2003 đến năm 2004, ông là Ủy viên Ban Chấp hành Trung ương Đoàn Thanh niên Cộng sản Hồ Chí Minh, Ủy viên Đoàn Chủ tịch Hội Liên hiệp Thanh niên Việt Nam, Phó Bí thư rồi Phó Bí thư Thường trực Thành Đoàn, Chủ tịch Hội Liên hiệp Thanh niên Thành phố, Trưởng ban Mặt trận Thành Đoàn TP. Hồ Chí Minh.
Tháng 12 năm 2004 đến năm 2009, Tất Thành Cang là Ủy viên Ban Thường vụ Trung ương Đoàn, Thành ủy viên, Bí thư Thành Đoàn TP. Hồ Chí Minh.
Tất Thành Cang là Đại biểu Quốc hội Việt Nam khóa XII nhiệm kỳ 2007 - 2011 thuộc Đoàn đại biểu TP. Hồ Chí Minh, ông cũng là Uỷ viên Uỷ ban Văn hoá, Giáo dục, Thanh niên, Thiếu niên và Nhi đồng của Quốc hội khóa XII.

### Chính quyền, thành ủy Thành phố Hồ Chí Minh
Năm 2009 đến năm 2012, ông là Thành ủy viên, Bí thư Quận ủy kiêm Chủ tịch Ủy ban nhân dân Quận 2.
Ngày 18 tháng 1 năm 2011, tại Đại hội đại biểu toàn quốc lần thứ XI, Tất Thành Cang được bầu giữ chức vụ Ủy viên dự khuyết Ban Chấp hành Trung ương Đảng Cộng sản Việt Nam khóa XI.
Ngày 29 tháng 9 năm 2012, Tất Thành Cang được Phó Chủ tịch UBND TP.HCM Nguyễn Hữu Tín trao quyết định bổ nhiệm làm Giám đốc Sở Giao thông - Vận tải TP. Hồ Chí Minh; Ủy viên Ủy ban nhân dân TP. Hồ Chí Minh nhiệm kỳ 2011-2016.
Ngày 14 tháng 6 năm 2014, tại kỳ họp thứ 13 HĐND TPHCM khóa VIII, Tất Thành Cang được bầu làm Phó Chủ tịch Ủy ban nhân dân TP. Hồ Chí Minh nhiệm kỳ 2011-2016, với tỷ lệ tán thành là 81,9%.
Ngày 17 tháng 10 năm 2015, tại Đại hội Đảng bộ TP HCM khoá X, Tất Thành Cang được bầu giữ chức vụ Phó Bí thư Thành ủy TP. Hồ Chí Minh nhiệm kỳ 2015-2020. Tháng 12 năm 2015, ông được miễn nhiệm chức danh Phó Chủ tịch Ủy ban nhân dân TP. Hồ Chí Minh nhiệm kỳ 2011 - 2016.
Ngày 26 tháng 1 năm 2016, tại Đại hội đại biểu toàn quốc lần thứ XII, Tất Thành Cang được bầu làm Ủy viên Ban Chấp hành Trung ương Đảng Cộng sản Việt Nam khoá XII. Tháng 2 năm 2016, ông được Thành ủy phân công làm Phó Bí thư Thường trực Thành ủy Thành phố Hồ Chí Minh thay ông Võ Văn Thưởng nhận nhiệm vụ khác.
Tháng 5 năm 2016, ông trúng cử Đại biểu Hội đồng nhân dân Thành phố Hồ Chí Minh khóa IX với 68,1% số phiếu bầu hợp lệ.

## Bị điều tra và khởi tố
Ngày 2 tháng 6 năm 2018, Ban thường vụ Thành ủy TP.HCM đã thống nhất đề xuất kỷ luật ông Tất Thành Cang vì những vi phạm: quyết định không đúng thẩm quyền, vi phạm các quy định của Nhà nước về quản lý tài sản, đầu tư trong các doanh nghiệp nhà nước, về kinh doanh bất động sản, không bảo đảm quy trình, nguyên tắc xử lý công việc của Đảng bộ TP và thiếu kiểm tra trong triển khai thực hiện các quyết định của mình.
Chiều 6/12, Ủy ban kiểm tra Trung ương đề nghị Bộ Chính trị và Ban chấp hành Trung ương kỷ luật ông Tất Thành Cang, cho rằng "xét nội dung, tính chất, mức độ, hậu quả vi phạm và căn cứ quy định của Đảng về xử lý kỷ luật đảng viên vi phạm, cơ quan kiểm tra đề nghị Bộ Chính trị, Ban chấp hành Trung ương xem xét, thi hành kỷ luật theo thẩm quyền đối với ông Tất Thành Cang".
Dù đang bị đề nghị kỉ luật nhưng tối ngày 11 tháng 7 năm 2018, Tất Thành Cang vẫn bình thản vui vẻ đi xe ô tô công đi ăn nhậu ở nhà hàng sang trọng ở 272 đường Võ Thị Sáu, Quận 3, Thành phố Hồ Chí Minh.
Ngày 26 tháng 12 năm 2018, tại Hội nghị Trung ương 9 khóa XII, Ban Chấp hành Trung ương đã tiến hành xem xét thi hành kỷ luật ông Tất Thành Cang, Ủy viên Trung ương Đảng, Phó Bí thư Thường trực Thành uỷ Thành phố Hồ Chí Minh.
Cụ thể, Ban Chấp hành Trung ương đã tiến hành xem xét thi hành kỷ luật ông Tất Thành Cang bằng hình thức: Cách chức Ủy viên Trung ương Đảng khoá XII; Phó Bí thư Thường trực Thành ủy, Ủy viên Ban Thường vụ Thành ủy Thành phố Hồ Chí Minh nhiệm kỳ 2015 - 2020, vì đã có những khuyết điểm, vi phạm rất nghiêm trọng.
Trong phát biểu bế mạc Hội nghị, Tổng Bí thư, Chủ tịch nước Nguyễn Phú Trọng cho rằng "Đây là bài học sâu sắc cần nghiêm túc rút kinh nghiệm, không chỉ đối với đồng chí Tất Thành Cang mà là bài học chung đối với tất cả chúng ta".
Chiều 30/3/2019, bên hành lang hội nghị lần thứ 26 Ban Chấp hành Đảng bộ TP HCM khóa X, nhiệm kỳ 2015-2020, ông Tất Thành Cang cho biết được phân công làm Phó trưởng ban Thường trực Ban Chỉ đạo công trình "Lịch sử TP HCM".
Chiều 16 tháng 12 năm 2020, Công an TP HCM thực hiện lệnh khởi tố, bắt tạm giam và khám xét nơi ở của nguyên Phó Bí Thư Thường Trực Thành ủy Tất Thành Cang.
Tại cuộc họp ngày 22 tháng 3 năm 2021 của Uỷ ban Kiểm tra Trung ương, ông Cang đã bị đề nghị khai trừ khỏi Đảng. Ngày 7/4/2021, Ban Bí thư quyết định thi hành kỷ luật bằng hình thức Khai trừ ra khỏi Đảng đối với Tất Thành Cang.

### Sai phạm
Phần đất công sản trên 32,4 ha ở Phước Kiển (Nhà Bè) được cho là có giá thị trường hơn 2.400 tỷ đồng nhưng lại được Công ty TNHH MTV Đầu tư và Xây dựng Tân Thuận (100% vốn thuộc Văn phòng Thành ủy TP.HCM) bán cho Công ty cổ phần Quốc Cường Gia Lai với giá chỉ hơn 419 tỷ đồng. Tối 18/4/2018, Văn phòng Thành ủy TP.HCM thông báo: ngày 5/6/2017, công ty TNHH đã ký chuyển nhượng cho công ty cổ phần Quốc Cường Gia Lai không báo cáo cho tập thể Thường trực Thành ủy và tập thể Ban Thường vụ Thành ủy theo Quy chế quản lý tài sản của Thành ủy.
Theo Báo Người Tiêu dùng (nay là tạp chí Chất lượng và Cuộc sống), người chịu trách nhiệm là Phó Bí thư Thường trực Thành ủy TP.HCM đương nhiệm, ông Tất Thành Cang. Cụ thể, ngày 1 tháng 6 năm 2017, Văn phòng Thành ủy có Thông báo số 512-TB/VPTU, thông báo ý kiến chỉ đạo của Phó Bí thư Thường trực Thành ủy Tất Thành Cang, chấp thuận cho thương vụ mua bán này. Thời điểm khu đất được bán, TP HCM trống vị trí Bí thư Thành ủy do ông Đinh La Thăng đã được Bộ Chính trị điều động làm Phó ban Kinh tế Trung ương, còn ông Nguyễn Thiện Nhân chưa về TP HCM. Thành ủy lúc này do Phó bí thư Thường trực Tất Thành Cang điều hành.
Hiện tổng giám đốc Công ty TNHH MTV đầu tư và xây dựng Tân Thuận (100% vốn thuộc Văn phòng Thành ủy TP.HCM) bị đình chỉ công tác.
https://vietnamnet.vn/ong-tat-thanh-cang-lai-bi-de-nghi-truy-to-vi-chuyen-nhuong-dat-cong-2030999.html : Theo kết luận điều tra, các cá nhân tại Công ty Tân Thuận (là công ty Nhà nước) và Văn phòng Thành uỷ TP.HCM đã có sai phạm nghiêm trọng trong vụ bán rẻ 32ha đất công ở xã Phước Kiển và 169.229m2 đất của Dự án khu dân cư Ven Sông Tân Phong cho Công ty CP Quốc Cường Gia Lai.
Tháng 8/20216, Công ty Quốc Cường Gia Lai đề nghị đầu tư theo tỷ lệ 75:25 hoặc xin nhận chuyển nhượng 100% dự án. Bị can Trần Công Thiện (nguyên Tổng giám đốc Công ty Tân Thuận, đã chỉ đạo thuộc cấp thuê Công ty Kiểm toán và Dịch vụ tin học TPHCM xác định giá bình quân là 1,05 triệu đồng/m2. Sau đó Công ty Tân Thuận xây dựng đơn giá chuyển nhượng là 1,25 triệu đồng/m2.
Đến tháng 6/2017, Công ty Tân Thuận chuyển nhượng 32ha Phước Kiển cho Công ty Quốc Cường Gia Lai với giá 1,29 triệu đồng/m2, gây thiệt hại cho Nhà nước 215,5 tỷ đồng.
Tại dự án KDC Ven Sông Tân Phong, tháng 11/207, Công ty Tân Thuận đã chuyển nhượng cho Công ty Quốc Cường Gia Lai với giá 20 triệu đồng/m2, gây thiệt hại cho nhà nước 283 tỷ đồng.
Liên quan đến vụ việc, đối với bà Nguyễn Thị Như Loan – Tổng Giám đốc Công ty Quốc Cường Gia Lai, CQĐT sẽ tiếp tục xem xét xử lý trách nhiệm trên cơ sở kết luận giám định của Bộ Tài nguyên Môi trường và kết quả điều tra.
Trước khi bị đề nghị truy tố trong vụ án này, ông Tất Thành Cang vừa bị TAND Cấp cao tại TP.HCM tuyên phạt 8 năm 6 tháng tù vì bán rẻ 9 triệu cổ phần cho Công ty Nguyễn Kim.

### Kiểm tra
Theo kết luận của Uỷ ban Kiểm tra Trung ương chiều 15/11, ông Tất Thành Cang đã vi phạm nguyên tắc tập trung dân chủ và quy chế làm việc, vi phạm thẩm quyền, nguyên tắc, quy trình xử lý công việc, vi phạm quy định của Thành ủy về quản lý, sử dụng tài sản tại các doanh nghiệp thuộc sở hữu Đảng bộ Thành phố. Ngoài ra, ông Cang cũng đã vi phạm "các quy định pháp luật trong việc quyết định chủ trương hợp tác kinh doanh, chuyển nhượng dự án, chuyển nhượng quyền sử dụng đất của các doanh nghiệp thuộc Thành ủy, chấp thuận chủ trương để người đại diện phần vốn của Thành ủy biểu quyết phát hành cổ phần cho cổ đông chiến lược tại doanh nghiệp". Ông Cang còn thiếu trách nhiệm, buông lỏng lãnh đạo, chỉ đạo, thiếu kiểm tra, giám sát, để lĩnh vực được phân công phụ trách có nhiều vi phạm pháp luật, gây thiệt hại lớn cho ngân sách Đảng bộ Thành phố. Trong thời gian giữ cương vị Thành ủy viên, Ủy viên UBND Thành phố, Giám đốc Sở Giao thông vận tải TP HCM, ông Cang đã vi phạm quy định pháp luật về đất đai và quản lý đầu tư xây dựng khi phê duyệt dự án và ký tắt hợp đồng dự án đầu tư xây dựng 4 tuyến đường chính trong Khu đô thị mới Thủ Thiêm. "Những vi phạm của ông Tất Thành Cang là rất nghiêm trọng, gây bức xúc trong xã hội, làm ảnh hưởng lớn đến uy tín của Thành ủy, đến mức phải xem xét, thi hành kỷ luật"
Theo kết luận điều tra (KLĐT) của Cơ quan Cảnh sát Điều tra Công an thành phố Hồ Chí Minh (TPHCM) được công bố hôm 14/11/2021, ông Tất Thành Cang, nguyên Phó bí thư Thành uỷ TPHCM, và đồng phạm có sai phạm trong việc phát hành chín triệu cổ phần của Công ty Sadeco cho Công ty Nguyễn Kim không qua đấu giá, gây thiệt hại cho Sadeco 1.103 tỉ đồng.

### Nhận xét
Theo Luật sư Nguyễn Văn Kiệm - Đoàn Luật sư Hà Nội cho biết, căn cứ vào hồ sơ vụ việc mua bán thì rõ ràng đã có sự vi phạm nghiêm trọng trong việc bán chỉ định tài sản Nhà nước này trong đó việc không thực hiện bán đấu giá theo quy định đã gây ra thất thoát rất lớn đối với tài sản Nhà nước. Trách nhiệm để xảy ra sai phạm này trước hết thuộc về Tổng Giám đốc Công ty Tân Thuận và người phê duyệt chủ trương, Phó Bí thư Thường trực Thành ủy Tất Thành Cang. Đối với CTCP Quốc Cường Gia Lai nếu có căn cứ chứng minh được có sự cấu kết, thông đồng trong việc mua bán tài sản trên trái pháp luật cũng sẽ bị xử lý theo quy định của pháp luật tùy thuộc vào mức độ, hành vi vi phạm theo kết luận của cơ quan có thẩm quyền.

### Lãnh án
Chiều 8 tháng 1 năm 2022, TAND TP.HCM đã tuyên án trong vụ bán rẻ 9 triệu cổ phần SADECO cho Công ty Nguyễn Kim. Theo đó, ông Tất Thành Cang nhận 10 năm tù.

## Khen thưởng
Ngày 9 tháng 7 năm 2018, Thành ủy Thành phố Hồ Chí Minh đã tổ chức lễ trao tặng Tất Thành Cang kỷ niệm chương "Vì sự nghiệp đối ngoại Đảng".